# Gurly Hillbom
Gurly Maria Hillbom, även Gurli, född 11 april 1898 i Adolf Fredriks församling, Stockholm, död 17 maj 1953 i Tureberg, Sollentuna församling, Stockholms län, var en svensk textilkonstnär. 
Hon studerade på Tekniska skolan och var lärare på Stockholms stads yrkesskola och medarbetare från 1920 på Licium där hon blev föreståndare för broderiavdelningen. Hon har utfört dekorativa broderier, mässhakar för Karlstads domkyrka, Västerledskyrkan i Stockholm med flera. Hon skapade inte i någon större utsträckning egna kompositioner utan kunde med en sällsynt konstnärlig skicklighet återge andras intentioner i sitt bildbroderi.